# Familia (película de 2020)
Familia es una película documental  de Argentina filmada en colores dirigida por Edgardo Castro sobre su propio guion que se estrenó el 5 de marzo de 2020.

## Sinopsis
El director viaja a Comodoro Rivadavia, para pasar Navidad  en la casa donde viven sus padres jubilados y su hermana de 35 años que no estudia ni trabaja afuera, sólo se dedica a las tareas del hogar. La cámara sigue las rutinas familiares, la omnipresencia de las pantallas de los celulares y de la televisión y la artificial alegría navideña.

## Participantes
Participan en el filme las siguientes personas:
- Alicia Mabel Pepa
- Magda Castro
- Félix Agustín Castro
- Edgardo Castro
- Claudio Castro
- Tomás Castro
- Thiago Castro
- Tadeo Castro
- Cony Castro
- Santo Romero
- Jonatan Varone
- María Cecilia Soria

## Comentarios
Gaspar Zimerman en Clarín opinó:

”
 Castro es el protagonista…viaja al sur… donde viven sus padres y su hermana. Durante una hora y media lo acompañamos en una tediosa inmersión en las rutinas familiares… Lo que aquí vemos son relaciones interpersonales erosionadas por la costumbre: un paisaje doméstico que seguramente se replica en miles de hogares…s i existe una "literatura del yo", también puede ser viable el "cine del yo". Más allá de los géneros y las formas, lo fundamental es lo que se transmite. Aquí la idea queda clara, pero poco hay más allá del registro minucioso -actuado o no- de situaciones ordinarias. No hay casi humor o tensión y es difícil establecer empatía o antipatía alguna con los personajes. La medianía del ambiente retratado se apodera de la película y termina tiñéndola de ese mismo color gris hastío..

Alejandro Lingenti en La Nación escribió:

”…Edgardo Castro…exhibe… la monotonía de un rutinario encuentro con sus padres en Comodoro Rivadavia, una experiencia teñida por la abulia donde quizás podrían rastrearse algunos de los estímulos que forjaron la personalidad del protagonista….En esa mesa navideña todos están muy cerca, pero la distancia emocional que los separa es importante. La televisión y los teléfonos celulares son las únicas conexiones con el afuera. En esta ficción que coquetea todo el tiempo con los mecanismos del registro documental, cada uno parece tener guardado algún secreto inconfesable y practica a destajo la política de la evasión. Como en las mejores familias.